# Blang Sinibong
Blang Sinibong is een bestuurslaag in het regentschap Langsa van de provincie Atjeh, Indonesië. Blang Sinibong telt 2518 inwoners (volkstelling 2010).